# Casa de la Vila (Begur)
Casa de la Vila és una casa consistorial eclèctica de Begur (Baix Empordà) inclosa a l'Inventari del Patrimoni Arquitectònic de Catalunya.

## Descripció
Situat a la plaça de l'església, és un edifici de planta trapezoïdal, formant per planta baixa i un pis, amb soterrani i terrat. La façana principal és de composició simètrica. Té un pati davanter, amb graons d'accés a la porta principal. Les obertures (tres per planta) són allindades; les del primer pis formen un balcó corregut. Algunes obertures presenten motllures guardapols amb mènsules figuratives. Els coronament és amb cornisa i barana de terrat esglaonada. Són remarcables els elements decoratius de l'interior (paviments, enteixinats, esgrafiats, arrambadors, pintures dels sostres, llar de foc de fusta…), d'estil pre-modernista i modernista.

## Història
L'edifici de Can Sabater, que actualment hostatja la Casa de la Vila, va ser bastit durant la sesgona meitat del segle xix, època en què molts begurencs es van eriquir per l'emigració al Nou Món.és una de les nombroses cases "d'americanos" existents a la vila.